# Tambûr
Le tambûr (aussi appelé tambur, tamboor, tanbur, tanbura, tamboura, dambura, tanburag, tampura, tanpura, tampuri, tamburitza, tonbul ou tunbûr ; d'autres dérivés : pandura, pandore, bandora, dombra) est un instrument à cordes. Ce terme désigne une famille de luths à manche long, fort différents, répandus en Chine, en Ouzbékistan, au Kazakhstan, en Afghanistan, en Iran, en Irak, en Azerbaïdjan, au Kurdistan, au Tadjikistan, en Turquie, en Arménie et dans les Balkans.
Il ne s'agit pas d'un instrument de percussion malgré l'homophonie du tambour, mais d'un instrument à cordes pincées. De fait, la tanpora ou tanburah égyptienne relève plus d'une erreur de vocable récente, puisqu'il s'agit d'une lyre connue sous le nom générique de simsimiyya.

## Histoire
Il existe dans l'Antiquité au moins deux variétés distinctes de tambûr.
- Avec une forme plus ou moins piriforme : cet instrument est utilisé en Assyrie et en Perse, puis introduit par l'Asie mineure en Grèce, d'où il passa ensuite dans l'Empire romain. La caisse de résonance, formée d’une courbe gracieuse de la base jusqu'au manche, a évolué vers une ligne extérieure plus tranchée, s'approchant d'une forme triangulaire aux angles arrondis.
- Avec une forme ovale : c'est l'instrument favori des Égyptiens. On le rencontre aussi en Perse antique et parmi les Arabes d'Afrique du Nord, qui l'ont introduit en Espagne.

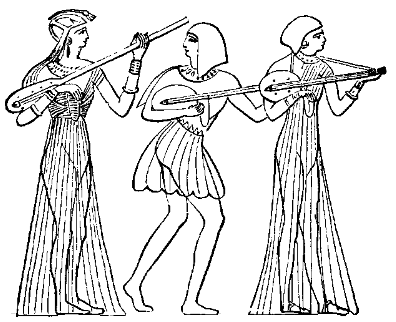
Tambûr égyptien.

Le terme sumérien pantur est à l'origine du tambur persan et du pandoura gréco-latin qui désigne aujourd'hui une variété de cithare-luth ukrainienne (la bandoura) et un petit luth géorgien (le panduri). Les Persans utilisaient un tambûr à six cordes, qu'ils distinguaient des autres instruments.
Un tambûr figure sur un bas-relief assyrien exposé au British Museum, qui date du règne de Assurnasirpal II, vers 880 av. J.-C.. Dans une scène illustrant la vie dans un camp, le musicien joue d'un tambûr piriforme avec un manche très long et fin, qui n'aurait pu avoir que deux cordes, tandis que deux hommes déguisés dansent. 
Le tambûr évolue avec les Romains, qui ont élargi le manche pour accueillir quatre cordes et adopté une caisse ovale.  Un exemple de cette évolution est gravée sur les marbres de la collection Townley au British Museum :  un bas-relief daté de 150 av. J.-C. illustre le mariage d'Eros et de Psyché avec l'instrument en entier et de profil.
C'est au VIIIe siècle que le terme tunbûr apparaît dans un manuscrit arabe. Il se répand très vite sous la forme de tambûr dans tout le Moyen-Orient. Dans ses traités de musique, Al-Fârâbî, un philosophe persan du Xe siècle, mentionne deux types de tambûr, consacrant un chapitre à chacun : celui du Khorassan de type persan, et celui de Bagdad de type assyrien. Ces deux instruments diffèrent en forme, en taille et par la disposition des frettes. Al-Fârâbî ne décrit pas la forme de la caisse, détaillant davantage les dimensions de l'instrument. Au XIe siècle, le tambûr parvient en Inde, bien qu'il existait déjà un long luth dans le sud du pays. C'est sans doute à la même période, à la faveur de l'expansion de l'islam, qu'il se répand autour de la Route de la soie.
Le tambûr traverse le Moyen Âge et l'époque moderne sous différents noms. Les miniatures des Cantigas de Santa María représentent des instruments ovales comme le scheschta, alors qu'une variété à trois cordes est connue sous le nom de schrud.

## Tambûr(Asie centrale)
Ces instruments à la graphie non fixée (tanbur étant aussi courant) ont tous une forme similaire et ne se différencient que par la structure de la caisse de résonance, la longueur du manche, le nombre de frettes et évidemment le style de jeu.

### Iran
Depuis l'Antiquité, il est joué en Iran (au Kurdistan, au Khorassan, au Hormozgan et au Lorestan). Au temps d'Al-Fârâbî, le tambûr possédait au moins cinq frettes, alors que ceux du Khorassan n'en comptaient pas moins de 18, ce qui allongeait de moitié la longueur de l'instrument. Cinq de ces frettes étaient fixées dans une position invariante, les treize autres étant disposées entre celles-ci. Les frettes fixes, en comptant à partir du haut du manche, donnaient un intervalle d'un ton à la première, de 4 à la seconde, de 5 à la troisième, d'une octave à la quatrième et d'une neuvième dominante à la cinquième, donnant ainsi une succession de quatre et de cinq tons. Les frettes additionnelles étaient placées entre celles-ci, de manière que les octaves contiennent généralement 17 intervalles d'un tiers de ton chacun. Farabi mentionne un chevalet (ou zobalba) à laquelle deux cordes (une grave et une aigüe) étaient attachées (c'est au musicien Nour Ali Elahi (1895-1974) qu'est dû le doublement de la corde aigüe, aujourd'hui largement répandu, permettant au tanbûriste de produire des effets hétérophoniques). Les cordes reposaient sur un sillet de tête qui avait autant d'encoches que de cordes. Sur les tambûr du Khorassan, il y avait deux clés placées de chaque côté de la tête.
Il existe deux variétés de tambûr en Iran : avec petite caisse de résonance assez anguleuse, taillée dans un bloc de murier (assez proche du dotâr), et avec caisse de résonance bombée et arrondie, en lamellé-collé de hêtre, noyer ou murier (assez proche du setâr ou du saz turc). À celle-ci se greffe un long et fin manche (en poirier ou abricotier), qui était parfois solidaire du bloc. S'y ajoute aussi une table d'harmonie légère en hêtre, percée de très petites ouïes à peine visibles. Les cordes, un chœur de deux aiguës à l'unisson et une grave à la quarte ou à la quinte, reposent sur un tout petit chevalet. Elles sont accordées au moyen de petites clés au bout du manche. Il y a 13 ou 14 frettes en boyaux, non amovibles, et placées à échelle équidistante, chromatique.
Le musicien tient l'instrument contre lui et n'utilise pas de plectre mais joue avec ses doigts. La technique est très complexe et rappelle celle de la guitare flamenco dont elle est peut-être une source. En effet, le joueur parvient à jouer une succession très rapide de notes, non pas par un mouvement très rapide de la main ou d'un doigt, mais en effectuant des moulinets ascendants et descendants des quatre doigts de la main droite, les pulpes, bien à plat en éventail, sur les cordes. Parfois le dos des ongles est utilisé, ainsi que le pouce de la main gauche. Les quatre doigts de la main gauche se promènent sur la double-corde aigüe, le long du manche. Compte tenu du petit volume de la caisse et de la proximité des rares cordes, cet instrument n'a guère d'emphase sonore. Il faut donc sans cesse relancer le son au moyen d'une caresse en moulinet, sinon il s'éteint très vite. Il peut être joué seul ou en ensemble ou encore accompagné de percussions (daf), mais le plus souvent, il accompagne le chant. Seuls les hommes étaient admis à le jouer, mais depuis quelques années les femmes, bien que rares, s'y initient aussi.
Le tambûr est étroitement lié à l'identité culturelle kurde. Comme chez les soufis, pour qui la musique permet d'atteindre un état de transe et de parvenir à une vision mystique, les musiciens de la tradition kurde Ahl-e Haqq utilisent cet instrument musical sacré pour des cérémonies liturgiques appelés jam ou djem. Les notes de musique du tambur sacré kurde peuvent être considérées comme des symboles menant à la réalité divine. On le trouve aussi dans les ermitages (khaneqah) pour accompagner les prières.
Ostad Elahi (1895-1974) est un maître du tambûr. Il est connu pour avoir entre autres ajouté la troisième corde à l'instrument, mais également pour être le premier à avoir utilisé les cinq doigts de chaque main, à la main droite avec un mouvement de roulement ascendant (shôr) et à la main gauche en créant des fragments mélodiques avec le pouce sur la corde grave. Ostad Elahi a pu transmettre son art à son fils Chahrokh Elahi qui tente de sauvegarder cette musique et sa technique, tout en retravaillant les rares enregistrements disponibles de son père afin de pouvoir les publier.
Le virtuose kurde Ali Akbar Moradi, tente également de sauvegarder une partie de ce patrimoine en enregistrant les pièces musicales des Kurdes Yarsan vivant dans les chaînes de montagnes reculées d'Iran avant que leur voix ne soit perdue avec le temps.

### Ouzbékistan et Chine
Aussi nommé tembor, il est uniquement répandu parmi les populations musulmanes, et s'est particulièrement développé dans l'ancien Turkestan. Il est utilisé pour jouer le maqâm de la musique ouïghoure ou le makôm de la musique ouzbèke en solo ou en grand ensemble.
C'est un dérivé de l'instrument iranien, avec une caisse en bois massif plus fine et surtout un manche beaucoup plus long, disproportionné, recouvert d'appliques en os ou ivoire, garni de frettes amovibles surélevées. Il a trois ou quatre cordes (2+1+1).
Seul le chœur aigu est joué par la main gauche, les autres cordes servent de bourdons. Elles sont actionnées par un onglet (mizrab) à l'index droit. Turgun Alimatov en est un grand interprète. Beaucoup de femmes utilisent ce tambûr pour s'accompagner au chant.
Il existe deux rares variétés jouées verticalement souvent avec un archet : le satâr ouïghour, à neuf cordes ; et le satô ouzbek, à cinq cordes, dont une de jeu et quatre bourdons.

### Afghanistan
Il existe divers instruments de cette famille dans le nord du pays. Aussi nommé tanbur, c'est un instrument rare et hybride, certainement l'ancêtre du sitar indien. Il est parfois appelé improprement dotâr. C'est un instrument qui a la forme du setâr iranien avec l'épaisseur et les caractéristiques du sitar indien. Taillé dans un bois massif de tun, il a un manche creux aux frettes amovibles. Le chevalet est petit et n'est pas plat, si bien qu'il ne produit pas le « buzz » caractéristique des instruments indiens. Il dispose de trois cordes de jeu, trois cordes de bourdon rythmique (chikari) et onze cordes sympathiques (taraf). On y joue la musique afghane savante, dérivée de la musique hindoustanie : les râgas et les ghazals. Il se joue assis par terre, avec un onglet de métal sur l'index droit, accompagné aux tablas.
Aussi nommé dambura et joué dans deux versions différentes par les Turkmènes, Ouzbeks, Hazaras et Tajiks. Il est taillé dans un bloc monoxyle de murier, avec des petites ouïes placées sur la table d'harmonie et un évent résonateur à l'arrière de la caisse de résonance. Le manche démuni de frettes est en murier, en noyer ou en abricotier. Deux chevilles à friction permettent l'accord des deux cordes en nylon ou boyau, fixées par un clou au bas de la caisse et passant sur un mince chevalet. Il est parfois décoré de nacres ou os, mais jamais vernis ni « fini ». Il est utilisé en tant que bourdon rythmique agrémenté d'une multitude de mini-frappes à la main droite sur la table d'harmonie (comme pour le saz turc) et de mini-ornementations à la main gauche sur le manche. Cet instrument est utilisé dans la musique folklorique afghane des différentes ethnies du nord et du centre de l'Afghanistan. Le style de jeu et les mélodies utilisées sont anciennes, elles ne montrent aucune influence iranienne ou indienne.

### Pakistan
Aussi nommé damburag, tanburo, dhambura ou kamachi, c'est un luth similaire répandu dans le Baloutchistan et le Sind. Le manche est quasi dépourvu de frettes, et se termine par trois grosses chevilles de style extrême-oriental. Les trois cordes sont en métal. La caisse piriforme est assez imposante. Il est essentiellement utilisé comme la tampura indienne en tant que bourdon d'accompagnement du chant ou en petit ensemble instrumental. Il se tient quasi à la verticale et le jeu n'est évidemment guère développé.

### Turquie et Grèce
Le tanbura, tambura, tamboura ou tabouras est le nom donné à un instrument intermédiaire de la famille du saz, très similaire au tambûr persan, sauf pour les cordes et les frettes. On donnait aussi ce nom à titre de terme générique à tous les instruments à manche long, tels ceux de la famille du saz.
La caisse de résonance peut être soit en lamellé-collé, soit monoxyle, taillée dans un bloc de bois de murier. Les frettes sont en nylon. Les cordes en métal sont au nombre de sept. Les bardes ashiks y jouent la musique populaire avec un petit plectre en plastique souple.

## Tanbur

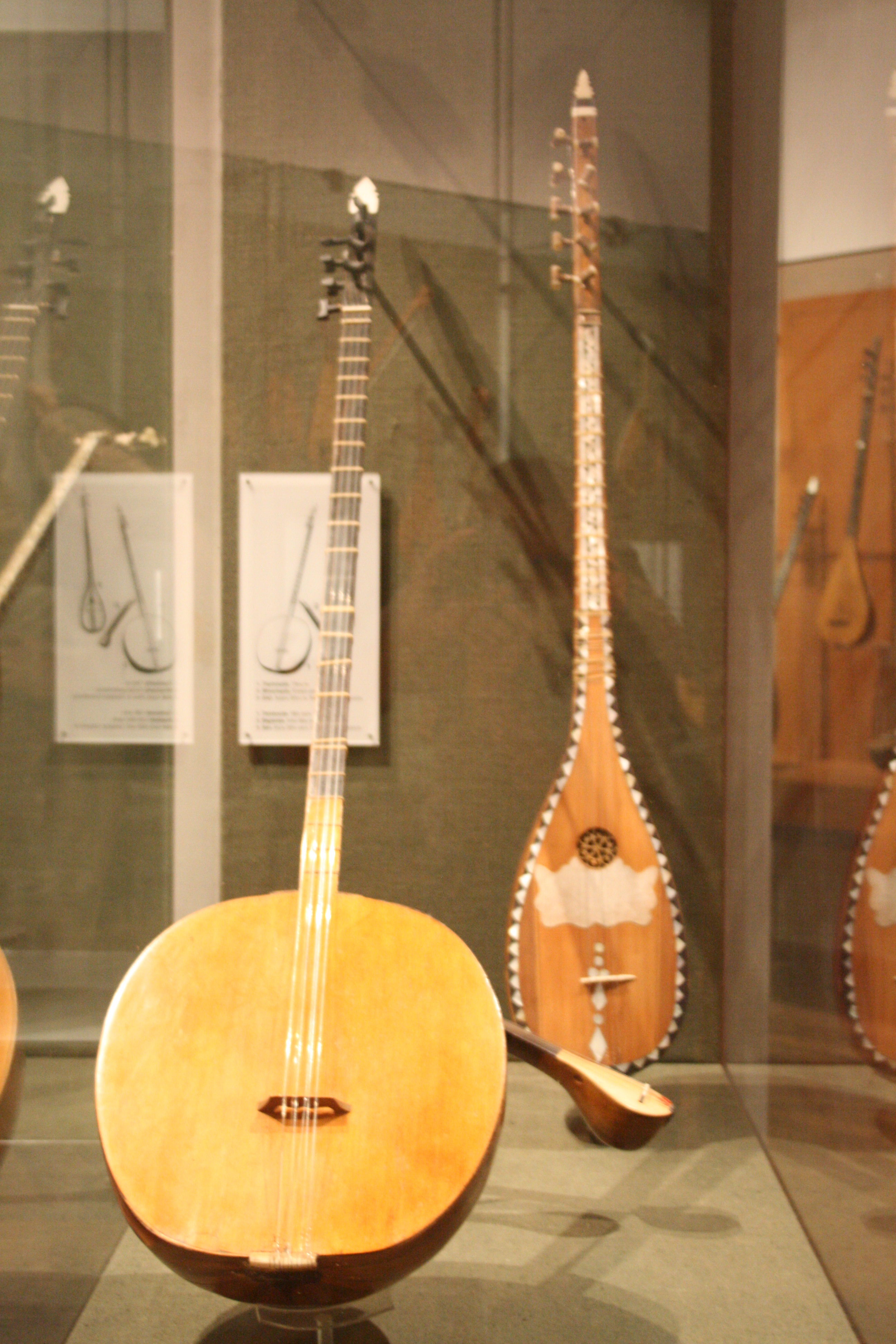
Tanbur et tambouras.

On trouve sous cette graphie d'autres variétés d'instruments parents des précédents, mais fort différents d'aspect ou de conception.

### Tadjikistan
Il existe une variété particulière de tanbur dans ce pays, mis à part celle déjà décrite (dumbrak). En effet ce luth à long manche a une table d'harmonie en membrane animale et non en bois ; de ce fait, il est un pont entre le rabâb et le tambûr, et correspond d'ailleurs à une variété connue autrefois sous le nom de dhrupad rabâb en Inde, qu'on retrouve aussi au Tibet sous le nom de dranyen.
La caisse et une partie du manche sont taillés dans un bloc de mûrier monoxyle. La table est en peau de chèvre épaisse et se prolonge par une table en bois fin percée de fines ouïes recouvrant le manche excavé. La deuxième partie du manche est taillée avec le chevillier à l'ancienne qui comprend sept chevilles à friction (4+3). Les six cordes en nylon, passant sur un petit chevalet, sont fixées au bout de la caisse à l'aide de clous. On en joue à l'aide d'un petit plectre fixé par une cordelette sur un des clous de la caisse. Seules les deux premières cordes, accordées à l'unisson, sont jouées mélodiquement, les autres étant des bourdons.

### Turquie
Contrairement au saz dont la forme ressemble à celle du tambûr perse, et qui n'est pareillement destiné qu'à la musique folklorique ou liturgique (alévisme), le grand tanbur turc ou tanbur kebir türkî est un instrument de la musique ottomane savante.
Le tanbur a une caisse de résonance hémisphérique en bois lamellé-collé. La table d'harmonie est si fine qu'elle s'incurve avec le temps, sous la pression du chevalet. Le manche est très long (110 cm) et très fin (4 cm) ; il comporte de 48 à 58 frettes amovibles en boyaux, soit 35 pour une octave. Il a sept cordes ajustées en chœurs (1+2+2+2). Il existe différents accords : La (grave)X1 - La (aigu)X2 - MiX2 - La (aigu)X2  ou   La - La - Ré - La.
On en joue assis (par terre ou sur une chaise), à l'aide d'un petit plectre (mezrap) en écaille de tortue. Seule la dernière paire de cordes est jouée sur le manche pour la mélodie ; les autres cordes ne servent que de bourdons. Étant donné la longueur du manche et le nombre de frettes, le musicien joue « en aveugle », ne pouvant suivre des yeux la précision nécessairement acquise par un entraînement rigoureux des doigts. En outre les doigts ne doivent jamais s'appuyer sur les frettes mais les effleurer simplement pour ne pas créer un son nasillard.
On le joue tout autant en solo qu'en ensemble. Instrument difficile au volume sonore restreint et grave, il se cantonne à la musique savante ottomane et soufie, et est de plus en plus remplacé par le oud. Son interprète le plus fameux est Tanburi Cemil Bey. Quant au Yaylı tanbur, il s'agit d'une rare variante à six cordes datant du XIXe siècle, elle se joue assis, à l'archet (le plus souvent), l'instrument étant tenu à la verticale. Il en existe deux versions : l'une traditionnelle, et très peu sonore, qui utilise un tanbur classique dont seul le chevalet est changé et l'autre, moderne, qui utilise une base du luth cümbüş avec une table d'harmonie à membrane et une caisse de résonance en métal (comme pour un banjo).

## Tamboura des Balkans

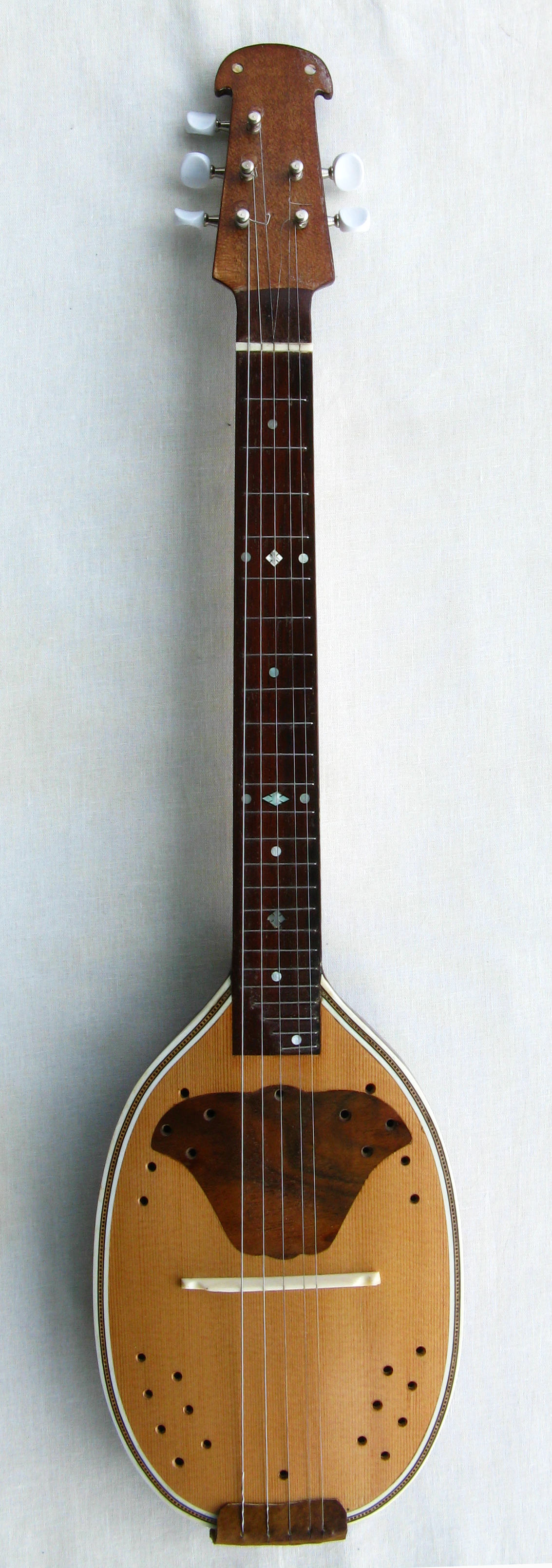
Tambura hongroise prim.

Appelé aussi tambura, tambouritsa ou tamburica, c'est une famille de luths rencontrés en Bulgarie, Macédoine, Croatie, Hongrie, Bosnie, Serbie et Grèce ; autant de pays sous influence byzantine puis ottomane pendant des siècles ; on trouve mention du pandoura dès l'époque byzantine, mais le terme est remplacé dès le XIe siècle par celui de kithara. En Bulgarie, il est aussi appelé trambura, drunka, bajlama, bulgariya ou saz (mais on peut se demander s'il s'agit du même instrument).
La tamboura est munie d'un long manche avec 12 à 18 frettes. Sa caisse de résonance, faite de sycomore, de cerisier, de pêcher, de poirier ou d'érable, a la forme d'une poire ; la table d'harmonie est en pin ou en épicéa. On trouve parfois une ouïe sur la table et une autre dans la caisse. Il existe plusieurs cordages : de 2 à 12 cordes regroupées en paires, mais parfois aussi 3 à 7 cordes. L'accord est soit diatonique, soit chromatique. On distingue dans les musiques hongroise et serbo-croate la samica (trois doubles cordes), la bisernica (deux doubles et deux simples cordes), la prim (une double et trois simples), la bas-prim ou brač (deux doubles et deux simples), la čelović (deux doubles et deux simples), la čelo (quatre cordes), la bas ou berda (quatre cordes), et la bugarija ou kontra (deux doubles et une simple). En Bosnie, on rencontre la pivacka tambura (à 2 cordes), la sargua (de 4 à 7 cordes) et la tambura dvozica (à 2 cordes).
Elle se joue avec un plectre (tezene) en écorce de cerisier. La tamboura bulgare est utilisée comme instrument d'accompagnement — les cordes sont alors accordées comme les quatre premières cordes de la guitare — ou comme un instrument soliste. Elle se joue en ensemble aussi, et se cantonne à la musique folklorique. En Croatie, le tamburaški ansambl est un ensemble musical composé des luths bisernica (le seul proche du tamburica), bugarija, prim ou brach et berda (de formes guitares).

## Tampura du sous-continent indien

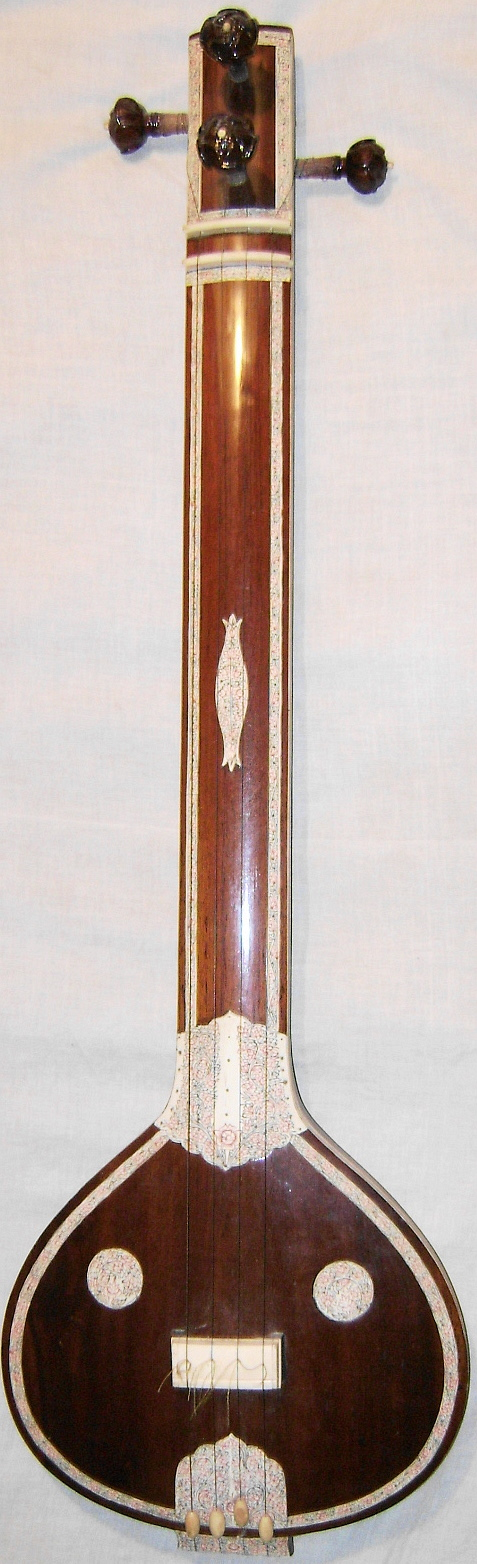
Tampuri.

Prononcé et souvent orthographié tampoura en français, on l'appelle[style à revoir] aussi tamboura (en Inde du sud) ou tampuri (petite tampura). Les Anglo-Saxons, y compris les Indiens anglophones, utilisent plutôt la graphie tanpura ou tânpûrâ, etc. Ce luth, qui est bien un instrument à cordes pincées, est particulier puisqu'il n'est qu'un bourdon harmonique d'accompagnement. Bien que masculin en Inde, le terme est parfois utilisé au féminin en français. On rencontre également d'autres termes tels tandûrâ ou tambûrî, qui sont des versions réduites folkloriques du Rajasthan et du Maharashtra.
Instrument essentiel à la musique indienne modale, il accompagne toute manifestation musicale en précédant toute autre émission sonore (vocale ou instrumentale). Il s'agit en quelque sorte d'un diapason permanent. Il y en a généralement deux qui accompagnent les grands artistes (chanteurs ou instrumentistes).
Une version électronique de taille similaire à une petite radio est apparue récemment, ne se déréglant pas et permettant de se passer d'un musicien ; sa qualité sonore reste cependant douteuse. Elle est généralement appelée E.S.T. (Electronic Substitute of Tempura), digital tambura ou encore, à tort, shruti box.
Par sa forme, ce luth est semblable au sitar, mais ne comporte qu'une seule caisse de résonance en gourde (tumba) ou citrouille ou bois massif évidé, et aucune frette ni corde sympathique. Il est composé d'un manche creux et d'une table d'harmonie, généralement en bois de tun, teck ou jacquier.
Il comporte quatre cordes en acier et laiton (parfois cinq ou six) jouées à vide en arpège, et qui servent de bourdon. Le son des cordes est enrichi par l'intercalage d'un fil de soie (appelé la « vie » : jîvâ) entre celles-ci et le chevalet plat, qui provoque un buzz (jîvâri) caractéristique. Des petites perles placées près du chevalet permettent un accordage fin des cordes. Il est hautement décoré d'appliques en os ou en ivoire. Comme tous les instruments indiens, il n'a aucune ouïe.
Il en existe un grand modèle (60 cm de diamètre et 150 cm de long) pour les hommes (chanteur), un moyen (accordé une quinte plus haut) pour les femmes et une petite (tampuri) pour accompagner les instruments. Il se joue verticalement, la caisse de résonance posée sur la cuisse de l'instrumentiste assis par terre, le manche (où l'oreille se « colle » souvent) sur l'épaule droite, ou bien posé horizontalement, le manche sur la cuisse et la gourde à terre. Tout chanteur en Inde se doit d'en avoir un et de savoir l'accorder. Ce sont souvent les enfants ou les disciples d'un artiste qui l'actionnent.
L'accord habituel est Pa - Sa - Sa - SA (Sol - Do - Do - Do grave) mais il est toutefois variable selon les notes dominantes des râgas joués ; l'accord Ma - Sa - Sa - SA est aussi assez fréquent. Il est très difficile à obtenir car il faut surtout accorder les harmoniques afin d'obtenir une onde courbe qui parcourt tout le spectre sonore de façon sinusoïdale. La modification de l'accord de base entraîne des variations harmoniques surprenantes parfois, faisant apparaître ou disparaître des notes ou les rendant soudain consonantes ou dissonantes.
On ne joue aucune mélodie sur cet instrument. Seule la main droite égrène les cordes tel un chapelet ou une harpe, la pulpe de l'index touchant la première corde, puis le majeur, les autres. Il n'est besoin d'aucune formation musicale pour en jouer ; il suffit d'effleurer de manière régulière les cordes. Ce sont souvent les disciples, les compagnes, les enfants ou la fratrie des artistes qui en sont chargés.